# Surinam en los Juegos Paralímpicos de París 2024
Surinam estuvo representado en los Juegos Paralímpicos de París 2024 por un deportista masculino. El equipo paralímpico surinamés no obtuvo ninguna medalla en estos Juegos.